# Marquesado de Torre Ocaña
El marquesado de Torre Ocaña es un título nobiliario español creado por el rey Alfonso XIII en favor de María del Pilar Martín de Oliva Y Sánchez-Ocaña, hija de los marqueses de Nerva, mediante real decreto del 9 de febrero y despacho expedido el 31 de marzo del mismo año.

## Marqueses de Torre Ocaña
|                           | Titular                                           | Periodo                   |
| Creación por Alfonso XIII | Creación por Alfonso XIII                         | Creación por Alfonso XIII |
| ------------------------- | ------------------------------------------------- | ------------------------- |
| I                         | María del Pilar Martín de Oliva y Sánchez-Ocaña   | 1920-1940                 |
| II                        | María del Pilar López de Castro y Martín de Oliva | 1974-¿?                   |
| III                       | María del Pilar Úrcola López de Castro            | 1992-¿?                   |
| IV                        | Sandra Rotondo Urcola                             | 2001-hoy                  |

## Historia de los marqueses de Torre Ocaña
- María del Pilar Martín de Oliva y Sánchez-Ocaña,  I marquesa de Torre Ocaña.[1]

Casó con Manuel López de Castro y Fernández de Andrade, gentilhombre de cámara con ejercicio del rey Alfonso XIII. El 14 de diciembre de 1974, previa orden del 9 de julio para que se expida la correspondiente carta de sucesión (BOE del 20 de agosto), le sucedió su hija:
- María del Pilar López de Castro y Martín de Oliva, II marquesa de Torre Ocaña.[3]

Casó con Fermín Urcola Fernández. El 14 de diciembre de 1992, previa orden del 22 de noviembre de 1991 para que se expida la correspondiente carta de sucesión (BOE del 14 de diciembre), le sucedió su hija:
- María del Pilar Úrcola López de Castro, III marquesa de Torre Ocaña.[3]

El 29 de octubre de 2001, previa orden del 25 de septiembre para que se expida la correspondiente carta de sucesión (BOE del 17 de octubre), le sucedió su hija:
- Sandra Rotondo Urcola, IV marquesa de Torre Ocaña.[3]